# Partido Liberal Italiano (1997)
El Partido Liberal Italiano (en italiano: Partito Liberale Italiano, abreviado PLI) es un partido político italiano liberal, que se considera a sí mismo como el sucesor del extinto Partido Liberal Italiano, disuelto en 1994. Su líder es Stefano De Luca.

## Historia
Fue fundado en 1997 como Partido Liberal por antiguos miembros del Partido Liberal Italiano, favorables a unirse al Polo de las Libertades, coalición de centro-derecha el liderada por Silvio Berlusconi. La mayoría de sus principales miembros eran también de Forza Italia (FI) en aquel momento. Logró 3 diputados dentro de la coalición y uno de sus miembros, Carlo Scognamiglio, fue elegido presidente del Senado italiano. Sin embargo más tarde se desligó de Forza Italia y en 2004 el partido se transformó en el moderno Partido Liberal Italiano después de fusionarse con otros grupos liberales.
En junio de 2007, el PLI reafirmó su autonomía con respecto a la coalición de centro-derecha la Casa de las Libertades y Stefano De Luca fue reelegido por unanimidad secretario. Durante aquel congreso se unieron al partido algunos miembros de Forza Italia (FI), Unión de los Demócratas Cristianos y de Centro (UDC) y Alianza Nacional (AN). En las elecciones generales de 2008 el PLI trató de presentarse junto con la UDC, pero finalmente lo hizo en solitario.
En noviembre de 2011 cinco diputados descontentos del Pueblo de la Libertad (PdL) se unieron al partido.